# Anna-Karin Strömstedt
Anna-Karin Elisabet Strömstedt, född 1 januari 1981 i Vansbro kyrkobokföringsdistrikt, Kopparbergs län, är en svensk före detta längdskidåkare som bytte sport till skidskytte. Hon tävlade för moderklubben Vansbro AIK och för Stockholm Biathlon.

## Längdskidåkning
Strömstedt slog igenom i december 1997 med att ta medalj i senior-SM ännu inte fyllda 17 år. Året innan, 1996, tog hon guld i ungdoms-SM. Hon ingick i Sveriges segrande stafettlag vid junior-VM 1998.
I världscupen gjorde hon debut 11 mars 1998 på 5 km i Falun som hon slutade 71:a i. Strömstedt var med och vann stafetten vid tävlingarna i Davos 2007 och kom trea i en sprintstafett i Sapporo 2006. Individuellt har hon som bäst en femteplats från Nove Mesto 2005 och en tiondeplats på 10 km i Otepää 2006.
Strömstedt har kört ett lopp i VM, 10 km i Sapporo 2007. Hon slutade på 40:e plats i det loppet.
Vid olympiska vinterspelen 2006 i Turin körde Strömstedt tre lopp. På dubbeljakten slutade hon på plats 47 och på 30 km slutade hon som nr 30. I stafetten körde hon den sista sträckan för det svenska laget, och efter en spurtstrid mot Italien, som italienskorna vann med 1,6 sekunder, slutade laget fyra.

## Skidskytte
Strömstedt gjorde sin första internationella skidskyttetävling i IBU-cupen säsongen 2010/2011 när hon kom 35:a i Beitostölens sprintlopp.
Hon debuterade senare i världscupen säsongen 2010/2011 i Östersund den 3 december genom att komma 61:a i sprinten över 7,5 km. 
Vid tävlingarna i amerikanska Fort Kent i februari 2011 slutade Strömstedt 27:a i sprinten och följde upp det med att sluta 24:a i jaktstarten; detta är hennes bästa resultat i världscupen. 
Under sin debutsäsong körde hon en stafett, mixstafetten i Fort Kent, där hon körde andra sträckan. Tack vare felfritt skytte i liggande, bara två extraskott i stående och näst bästa åktid på sin sträcka förde hon Sverige till en andraplats vid växling; laget slutade till sist sexa.
Vid världsmästerskapen i skidskytte i ryska Chanty-Mansijsk 2011 körde Strömstedt sprint och jaktstart i vilka hon slutade 45:a respektive 36:a.
Den 24 januari 2014 kom beskedet att hon slutar med skidskyttet efter säsongen 2013/2014.

## Övrigt
Från och med vintersäsongen 2021/2022 är Strömstedt expertkommentator i  längdåkning för Viaplay.